# 이상규 (1957년)
이상규(李尙揆, 1957년 10월 2일 ~ )은 대한민국의 대학 교수이자, 생명공학자이다.

## 인물
우리 몸에 바이러스 같은 병원체가 침입했을 때 이를 퇴치하는 군대 역할을 하는 T세포. 하지만 T세포가 너무 활성화되면 아군(우리 몸 안의 다른 부위)까지 적군으로 잘못 인식하고 공격을 해 질병을 일으킨다. 이를 자가면역질환이라고 한다. 천식이나 아토피가 대표적이다. 연세대 이상규 교수와 한양대 최제민 교수팀은 미국 예일대 의대와 공동으로 '조절자T세포'를 이용해 질병을 치료하는 새로운 방법을 개발했다. 연구결과는 2010년 10월 11일 미 국립과학원회보(PNAS)에 온라인 속보로 게재됐다.

## 학력
- 1988 ~ 1992 예일대학교 대학원 면역학 박사
- 1984 ~ 1986 미시간대학교 대학원 면역학 석사
- 1976 ~ 1984 연세대학교 생명공학 학사

### 비학위 수료
- 하버드 메디컬 스쿨 학술관련연구과정 수료

## 주요 경력
- 2000.10 ~ 포휴먼텍 최고기술경영자
- 1996 ~ 대한면역학회 이사
- 1995.03 ~ 연세대학교 생명공학과 교수
- 1993 ~ 1995 하버드 메디컬 스쿨 전임연구원
- 1992 ~ 1993 하버드 메디컬 스쿨 박사후연구원

## 가족
- 아버지 이정식(李廷植):서원대학교총장, 제9,1 0대 국회의원
- 부인: 양정진(梁禎眞): 가톨릭대학교 컴퓨터정보공학부 교수
- 남동생: 이승규: 포휴먼텍 사장